# Liliana Lubińska

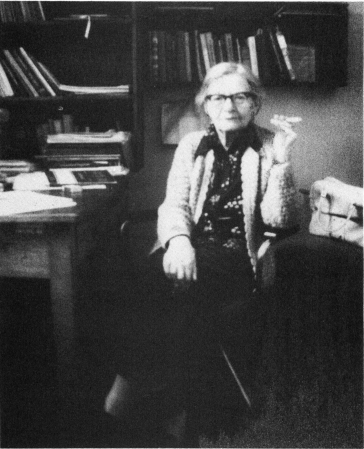
La neurocientífica polaca Liliana Lubińska

Liliana Lubińska (14 de octubre de 1904 – 19 de noviembre de 1990) fue una neurocientífica polaca conocida por su investigación sobre el sistema nervioso periférico y su descubrimiento del transporte axoplásmico bidireccional.   Ella y su marido Jerzy Konorski fundaron el Departamento de Neurofisiología de la Institución Nencki en 1946 

## Primeros años y educación
Lubińska nació en Łódź en 1904 y se casó con Jerzy Konorski, un colaborador y colega neurocientífico.  Lubińska ingresó a la Universidad de Varsovia para estudiar biología en 1923, pero un año después se trasladó a la Universidad de París, Sorbona, para continuar sus estudios de ciencias biológicas. En 1927, Lubińska recibió su licenciatura en química biológica y fisiología,  y su doctorado en 1932. Mientras realizaba su doctorado, trabajó en el Laboratorio de Fisiología de Louis y Marcelle Lapicque, investigando la cronaxia y los reflejos .  Su tesis doctoral se centró en el reflejo no iterativo y finalmente recibió un premio por su tesis de la Academia de París. 

## Carrera e investigación
Después de terminar su doctorado en París, Lubińska comenzó su investigación independiente sobre el efecto de diferentes agentes sobre la excitabilidad de la preparación neuromuscular y participó en experimentos de Jerzy Konorski y Stefan Miller sobre reflejos condicionados en el Instituto Nencki de Biología Experimental de Varsovia . Cuando estalló la Segunda Guerra Mundial entre 1939 y 1940, se vio obligada a huir porque el instituto fue destruido por los bombardeos. Lubińska y Konorski intentaron desesperadamente cruzar la frontera norte para finalmente unirse al hermano de Konorski en Inglaterra; sin embargo, el estricto control alemán hizo que permanecieran en Białystok . Pronto, las potencias del Eje ocuparon toda la parte oriental de Polonia, incluida Białystok, lo que obligó a la pareja a huir al Cáucaso .  Allí, ella y su marido colaboraron en la regeneración de nervios periféricos en el Instituto Georgiano de Medicina Experimental en Sujumi de 1940 a 1945.Después de la guerra, las investigaciones de Lubińska continuaron en el ámbito del sistema nervioso periférico. Desde 1945 hasta su jubilación en 1982, estudió la estructura y fisiología neural, especialmente el transporte axoplásmico, y demostró que el transporte axoplásmico podía ser bidireccional.  En colaboración con Giuseppe Moruzzi y Horace Winchell Magoun, establecieron que el tronco del encéfalo contiene neuronas que condicionan la conciencia y la postura del centro del cerebro y le dieron al estado consciente el control de la base física, lo que llevó al descubrimiento de que dicho sistema está activo durante la vigilia y soñando.  Estas contribuciones de Lubińska llevaron a una mayor comprensión y descubrimientos en el campo de la neurociencia. A lo largo de su carrera, publicó aproximadamente 80 artículos y fue ampliamente aclamada por estar a la vanguardia de su campo. 

## Honores y premios
- Consejo editorial de neurociencia (1976-1990)
- Academia Alemana de Científicos Naturales Leopoldina, miembro extranjero
- Organización Internacional de Investigación del Cerebro, miembro honorario
- Premio Solange Coemme, Academia Nacional de Medicina
- Miembro honorario de la Sociedad Polaca de Fisiología